# Chaumes-en-Brie
Chaumes-en-Brie is een gemeente in het Franse departement Seine-et-Marne (regio Île-de-France) en telt 2743 inwoners (1999). De plaats maakt deel uit van het arrondissement Melun.

## Geografie
De oppervlakte van Chaumes-en-Brie bedraagt 20,0 km², de bevolkingsdichtheid is 137,2 inwoners per km².
De onderstaande kaart toont de ligging van Chaumes-en-Brie met de belangrijkste infrastructuur en aangrenzende gemeenten.

## Demografie
Onderstaande figuur toont het verloop van het inwonertal (bron: INSEE-tellingen).

## Geboren
- Louis Couperin (ca. 1626-1661), componist